# 전한 폐제
한 폐제(漢廢帝) 또는 창읍왕 유하(昌邑王 劉賀, 기원전 92년 ~ 기원전 59년)는 전한의 제9대 황제(재위: 기원전 74년)로, 무제의 서손이자 창읍애왕의 아들이다. 뒤에 강등 당하여 해혼후(海昏侯)가 되었다.

## 생애
원평 원년(기원전 74년), 소제가 붕어하였다. 조정에서는 누가 뒤를 잇게 할지 의견이 분분하였는데, 소제의 서형 광릉여왕을 지지하는 자가 많았다. 그러나 광릉여왕은 평소 행실이 좋지 못하여 소제가 생전에 좋아하지 않았고, 소제의 고명대신인 곽광 또한 편치 않게 생각하고 있었다. 그런데 어떤 낭(郞)이 이렇게 상주하였다.
| “ | 주나라 태왕은 태백(太伯)을 폐하고 왕계를 세웠고, 문왕은 백읍고를 버리고 무왕을 세웠습니다. 비록 장자를 폐하고 어린아이를 세웠으나, 그 뜻은 옳았습니다. 광릉왕은 종묘를 잇기에 적합치 않습니다. | ” |

곽광은 승상 양창 등에게 낭의 글을 보여주고, 그 낭을 구강태수로 발탁하였다. 그 날 바로 황태후의 조서를 받아 소부 사악성·종정 유덕·광록대부 병길·중랑장(中郞將) 이한(利漢)을 보내 창읍왕을 모셔오게 하였다.
사마광은 그가 소제의 빈소에 가면서 슬퍼하는 기색이 없이 길위에서 고기 반찬을 먹으니, 곽광이 그 죄를 묻고 폐했다고 주장하였다. 이는 소학의 외편에 고사로 인용되었다.
신작 3년(기원전 59년), 죽었다. 본래 아들 유충국(劉充國)이 작위를 이을 예정이었으나 죽고 말았고, 이에 유하의 집안에서는 조정에 유충국의 동생인 유봉친(劉奉親)이 뒤를 잇게 하겠다고 보고하였으나 유봉친도 죽고 말았다. 예장태수 요(廖)는 이는 하늘에서 후계를 끊은 것이니 봉국을 폐지하여야 한다고 상주하였고, 조정에서도 이를 받아들여 해혼후국을 폐지하였다.
선제의 뒤를 이어 즉위한 원제는 유하의 또 다른 아들 유대종에게 해혼후 작위를 회복시켜 주었고, 이는 후한 때까지 이어졌다.
2011년, 중화인민공화국 장시성 난창 시 신젠 구에서 해혼후의 무덤이 발견되었다. 발굴조사 끝에, 유하의 것으로 최종 확인되었다. 피장자 유하의 뱃속에서 소화되지 않은 멜론 씨앗이 발견되어, 여름에 사망한 것으로 추정된다.

## 가계
- 전한 무제
  - 창읍애왕 유박
    - 창읍왕 유하
      - 유충국(劉充國)
      - 유봉친(劉奉親)
      - 해혼희후 유대종

| 전임 아버지 창읍애왕 유박 | 전한의 창읍왕 기원전 88년 ~ 기원전 74년 |  |

| 전임 소제 유불릉 | 제9대 전한 황제 기원전 74년 | 후임 선제 유순 |

|  | 전한의 해혼후 기원전 63년 ~ 기원전 59년 | 후임 해혼희후 유대종 |